# 杜如松
杜如松（英語：Rush Doshi），曾在拜登政府擔任國家安全會議的中國事務主任及高級副主任，著作有《長期博弈：中國削弱美國、建立全球霸權的大戰略》（The Long Game: China's Grand Strategy to Displace American Order），主張美國學習喬良的《超限戰》對付中國。

## 生平
他畢業於普林斯頓大學伍德羅威爾遜學院，於哈佛大學取得博士學位，其專長是中國大戰略分析與印太安全問題研究。他是布魯金斯學會中國戰略倡議（China Strategy Initiative）的創立主任，曾任美國耶魯大學法學院蔡中曾中國中心研究員。